# Yves André
Yves André (1959) é um matemático francês. Trabalha com geometria algébrica.
Yves André obteve um doutorado em 1984 na Universidade Pierre e Marie Curie (Universidade Paris VI), orientado por Daniel Bertrand. Foi professor da Universidade Paris VI e da Escola Normal Superior de Paris (ENS).
Com Frans Oort apresentou a hipótese de André-Oort sobre subvariedades especiais das variedades de Shimura, formulada em forma preliminar por André em 1989, e em forma geral por Oort em 1995. Atualmente estão provados apenas resultados parciais (dentre outros por André e por exemplo por Jonathan Pila). Provou em 2016 a hipótese dos somandos diretos de Melvin Hochster a partir da álgebra comutativa com auxílio do método dos espaços perfectóides desenvolvido por Peter Scholze.
Recebeu o Prêmio Paul Doistau-Émile Blutet de 2010 da Académie des Sciences. Em 2015 foi eleito membro da Academia Europaea.

## Publicações selecionadas
- Period mappings and differential equations. From C to Cp: Tōhoku-Hokkaidō lectures in arithmetic geometry, Tokio, Memoirs Mathematical Society of Japan 2003 (mit Anhang von F. Kato, N. Tsuzuki)
- G-functions and geometry: A publication of the Max-Planck-Institut für Mathematik, Bonn, Aspects of Mathematics, Vieweg 1989
- com Francesco Baldassarri: De Rham cohomology of differential modules on algebraic varieties, Birkhäuser 2001